# Барбадосско-бразильские отношения
Барбадосско-бразильские отношения — двусторонние дипломатические отношения между Барбадосом и Бразилией. Государства установили дипломатические отношения 26 ноября 1971 года.  Посольство Бразилии находится в Гастингсе, Крайст-Чёрч; в то время как Барбадос, который традиционно аккредитовал своего посла в Каракасе в качестве посла-нерезидента в Бразилии, 27 апреля 2010 года открыл фактическое посольство в Бразилиа. Отношения между двумя странами неуклонно развивались, особенно в 2010 году. Барбадос и Бразилия являются членами Экономической комиссии ООН для Латинской Америки и Карибского бассейна и Сообщества стран Латинской Америки и Карибского бассейна.

## Сотрудничество

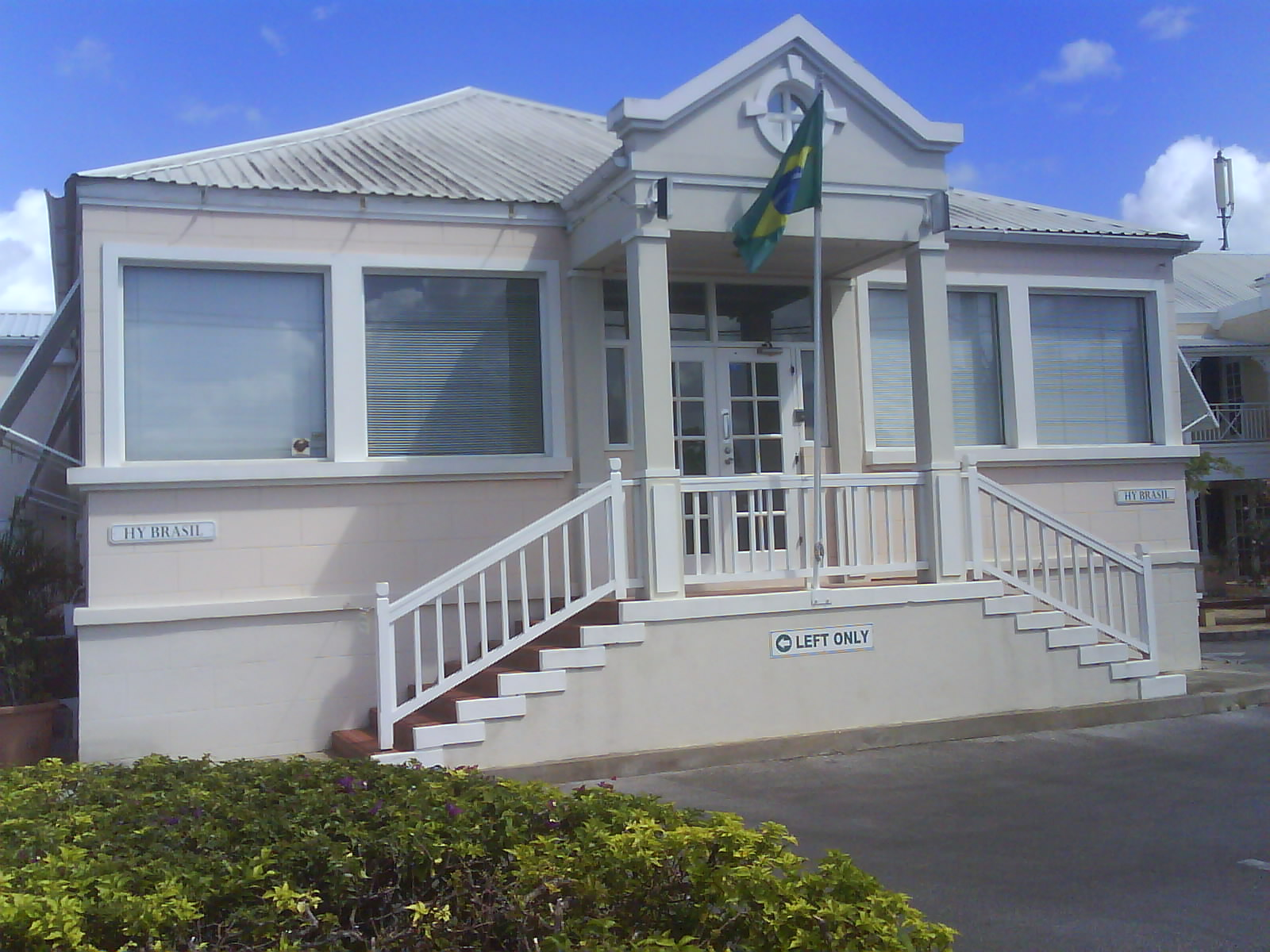
Посольство Бразилии в Бриджтауне

В 2010 году между официальными лицами Бразилии и их барбадосскими коллегами было подписано несколько соглашений о сотрудничестве. 26 апреля Барбадос был одной из нескольких стран Карибского сообщества (КАРИКОМ), принявших участие в саммите между Бразилией и КАРИКОМ. В ходе мероприятия было подписано несколько соглашений между Барбадосом и Бразилией, в том числе:
- Меморандум о взаимопонимании по двустороннему соглашению о техническом сотрудничестве
- Соглашение о культурном сотрудничестве
- Соглашение о воздушных сообщениях
- Дополнительное соглашение по реализации проектов в области здравоохранения
- Соглашение о расширении набора бразильских лекторов в Университете Вест-Индии университета на Барбадосе с взаимным планом расширения аналогичных программ изучения Карибского бассейна в бразильских высших учебных заведениях[3]

7 октября посол Бразилии подписал соглашение на 562,6 тыс. $ США о финансировании снижения риска бедствий с Карибском агентстве по чрезвычайным ситуациям при бедствиях, расположенным на Барбадосе.
Также в 2010 году обе страны подписали соглашение о сотрудничестве в области футбола.  Оно позволило небольшой группе барбадосской молодёжи играть в футбол в бразильских футбольных клубах; правительство Барбадоса призвало компании оказать финансовую поддержку новой инициативе.
Университет Вест-Индии на Барбадосе начал исследование семей барбадосского происхождения, которые перебрались в Бразилию в начале XX века. миграционная связь изучается, поскольку некоторые из наиболее известных имен Барбадоса сохранились в эта южноамериканская нация, в то время как другие были ассимилированы в бразильскую культуру.
В 2011 году группа танцоров самбы из группы Sociedade Rosas de Ouro встретилась с министром туризма Барбадоса Ричардом Сили, а также приняла участие в крупнейшем фестивале Барбадоса Crop Over.  На встрече группы с министром он затронул связи Барбадоса с Бразилией и призвал барбадосцев выбрать Бразилию в качестве места отдыха.

### GOL Airlines
После проведения переговоров в течение нескольких лет обе страны официально стали свидетелями первого прямого рейса 26 июня 2010 года. Первый рейс авиакомпании GOL Airlines прибыл на Барбадос в 21:45. Стоимость первоначальной запланированной воздушной перевозки правительства Барбадоса высмеивалась политической оппозицией в парламенте однако администрация премьер-министра Дэвида Томпсона и последующая администрация Фройнделя Стюарта заявляли, что больше всего во время экономического спада увеличилось бразильских туристов.

## Торговля
Продолжаются переговоры по стимулированию торговли и бизнеса через новый канал связи между двумя странами. Частично это было сделано торговыми представительствами в Бразилии. Барбадос, как одна из трёх стран, которые были совместными заинтересованными сторонами LIAT, предложил, чтобы LIAT и GOL Airlines объединились для продвижения недорогих авиабилетов между всеми странами Карибского бассейна и Южной Америки, при этом официальный представитель Барбадоса надеялся, что он сможет использовать международный аэропорт Грантли Адамс в качестве координационного центра.